# 2016년 하계 올림픽 조선민주주의인민공화국 선수단
조선민주주의인민공화국은 2016년 8월 5일부터 8월 21일까지 브라질 리우데자네이루에서 열린 2016년 하계 올림픽에 참가하였다.

## 메달리스트
- 금메달
  - 림정심 (여자 역도 헤비급)
  - 리세광 (남자 체조 도마)

- 은메달
  - 엄윤철 (남자 역도 밴텀급)
  - 최효심 (여자 역도 미들급)
  - 김국향 (여자 역도 최중량급)

- 동메달
  - 김성국 (남자 사격 50m 권총)
  - 김송이 (여자 탁구 단식)

## 같이 보기
- 올림픽 조선민주주의인민공화국 선수단